# Abdul Hafiz (Jemadar)

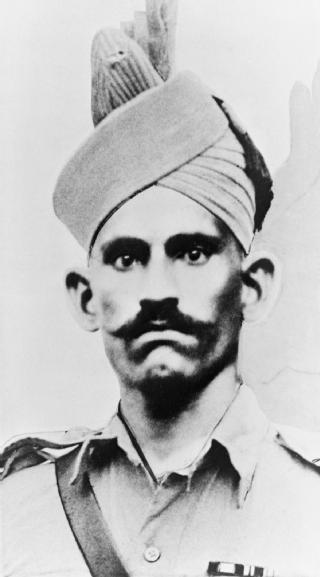
Jemadar Abdul Hafiz

Rao Abdul Hafiz Khan född den 4 september 1925, stupad i strid den 6 april 1944, var en jemadar vid 9th Jat Regiment, Brittisk-indiska armén. Han belönades postumt med Viktoriakorset när han som plutonchef i slaget vid Imphal ledde ett anfall mot en överlägsen fientlig styrka varvid han stupade.